# 이솔고등학교
이솔고등학교(이솔高等學校)는 대한민국 경기도 화성시 산척동에 있는 공립 고등학교이다.

## 학교 연혁
- 2021년 1월 6일 : 이솔고등학교 36학급(일반 36학급, 특수 1학급) 설립 등록
- 2022년 3월 1일 : 초대 정미애 교장 취임(교감 안순이)
- 2022년 3월 1일 : 총 14학급 편성(1학년 14학급)
- 2022년 3월 2일 : 제1회 입학식(1학년 14학급 입학생 475명)
- 2023년 9월 1일 : 제2대 정헌수 교장 취임(교감 안순이)
- 2024년 3월 4일 : 제3회 입학식(1학년 12학급 입학생 408명)

## 참고 자료
- 이솔고등학교 - 한국교육학술정보원 학교알리미